# Verenigd Koninkrijk op het Eurovisiesongfestival 2012
Het Verenigd Koninkrijk nam deel aan het Eurovisiesongfestival 2012 in Bakoe, Azerbeidzjan. Het was de 55ste deelname van het land op het Eurovisiesongfestival. De BBC was verantwoordelijk voor de Britse bijdrage voor de editie van 2012.

## Selectieprocedure
De Britse openbare omroep BBC koos zijn kandidaat, net als in 2011, intern. Na een golf van geruchten maakte de Britse openbare omroep uiteindelijk op 1 maart 2012 bekend dat het had gekozen voor Engelbert Humperdinck met het lied Love will set you free.

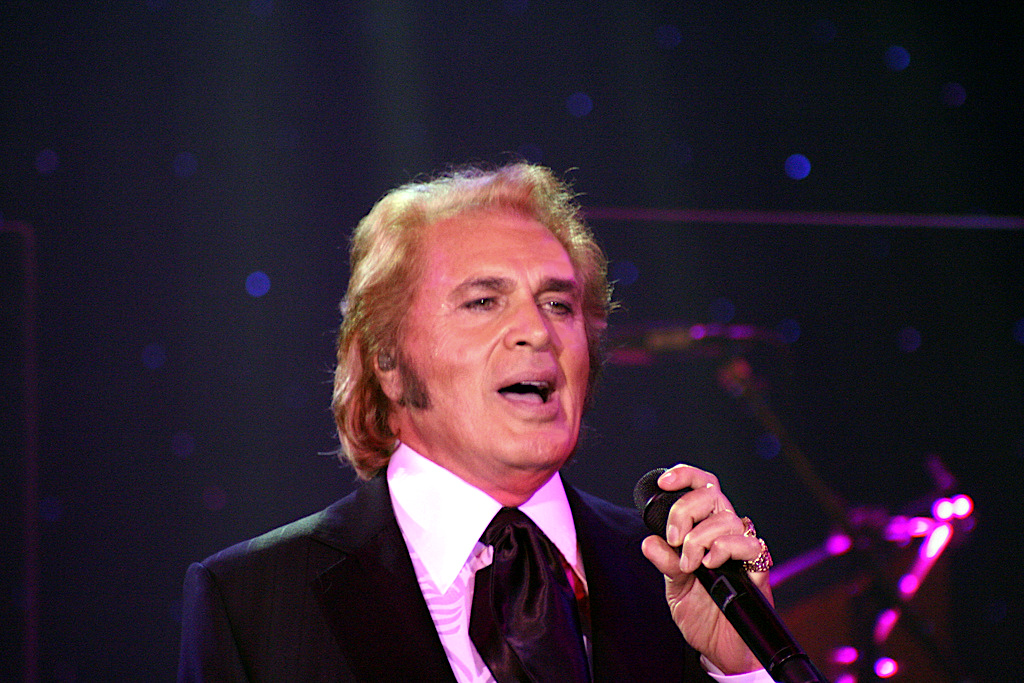
Humperdinck in Las Vegas in 2009

## In Bakoe
In Bakoe mag het Verenigd Koninkrijk meteen aantreden in de finale, op zaterdag 26 mei, omdat het land lid is van de Grote Vijf, de grootste donateurs van de EBU. Het eindigde daar als één-na-laatste, op de 25e plaats.